# Un figlio d'oggi
Un figlio d'oggi è un film del 1961, diretto da Marino Girolami e Domenico Graziano.